# Szélhajtó küsz
A szélhajtó küsz (Alburnus alburnus) a sugarasúszójú halak (Actinopterygii) osztályának pontyalakúak (Cypriniformes) rendjébe, ezen belül a pontyfélék (Cyprinidae) családjába tartozó faj. Köznyelvi elnevezése: sneci, lamni, mecse, ökle, bökle, fűzfahal, huszárkeszeg.
Az Alburnus halnem típusfaja.

## Előfordulása
Európában a déli félszigetek kivételével mindenütt honos, folyókban, tavakban egyaránt. Ázsiában az elterjedési területe Dél-Oroszország álló- és lassú folyású vizei, az Urál folyó deltája, a Kuma folyó medencéje és a dagesztáni körzet folyói. Délen a Kaszpi-tenger környékén levő Apseron-félszigeten is megtalálható. Vízfelszíni hal.

## Megjelenése
Teste nyúlánk, oldalról lapított, szája felső állású. Háta csillogó kékeszöld, oldala, hasa ezüstösen csillogó, úszói közül a hát- és farokúszó szürke, a többi fehér. Az úszók töve pirosas.

### Növekedése
Törpe hal. Az első évben 3-6, a második évben 6-11, a harmadik évben 9-15, a negyedik évben 13-19, az ötödik évben 15–20 centiméter nagyságú. A 25 centiméteres példány már ritka.

## Életmódja
Planktont, élőbevonatot, rovarokat, lárvákat fogyaszt.

## Szaporodása
Áprilistól júniusig egyedenként változóan több szakaszban ívik. Kövek vagy a parti növényzet közé, csoportokban rakja ikráját a néhány centiméteres vízbe. A 2-3 évig ivarérett nőstény 1000-1500, 1-1,2 milliméter átmérőjű ikrát rak évente.

## Gazdasági jelentősége
A nemes ragadozók fontos, kárt nem okozó táplálékhala. Pikkelyeiből gyöngyházfesték készíthető (guanidin-kristály szuszpenzió).

## Horgászati jelentősége
Tömeges előfordulása miatt fontos, de nem túl ellenálló csalihal. Csontkukaccal, házi léggyel fogják elsősorban. Fogása nem esik korlátozás alá.